# Efferia minor
Efferia minor este o specie de muște din genul Efferia, familia Asilidae. A fost descrisă pentru prima dată de Macquart în anul 1847. Conform Catalogue of Life specia Efferia minor nu are subspecii cunoscute.